# St. Elisabeth (Bad Schwalbach)

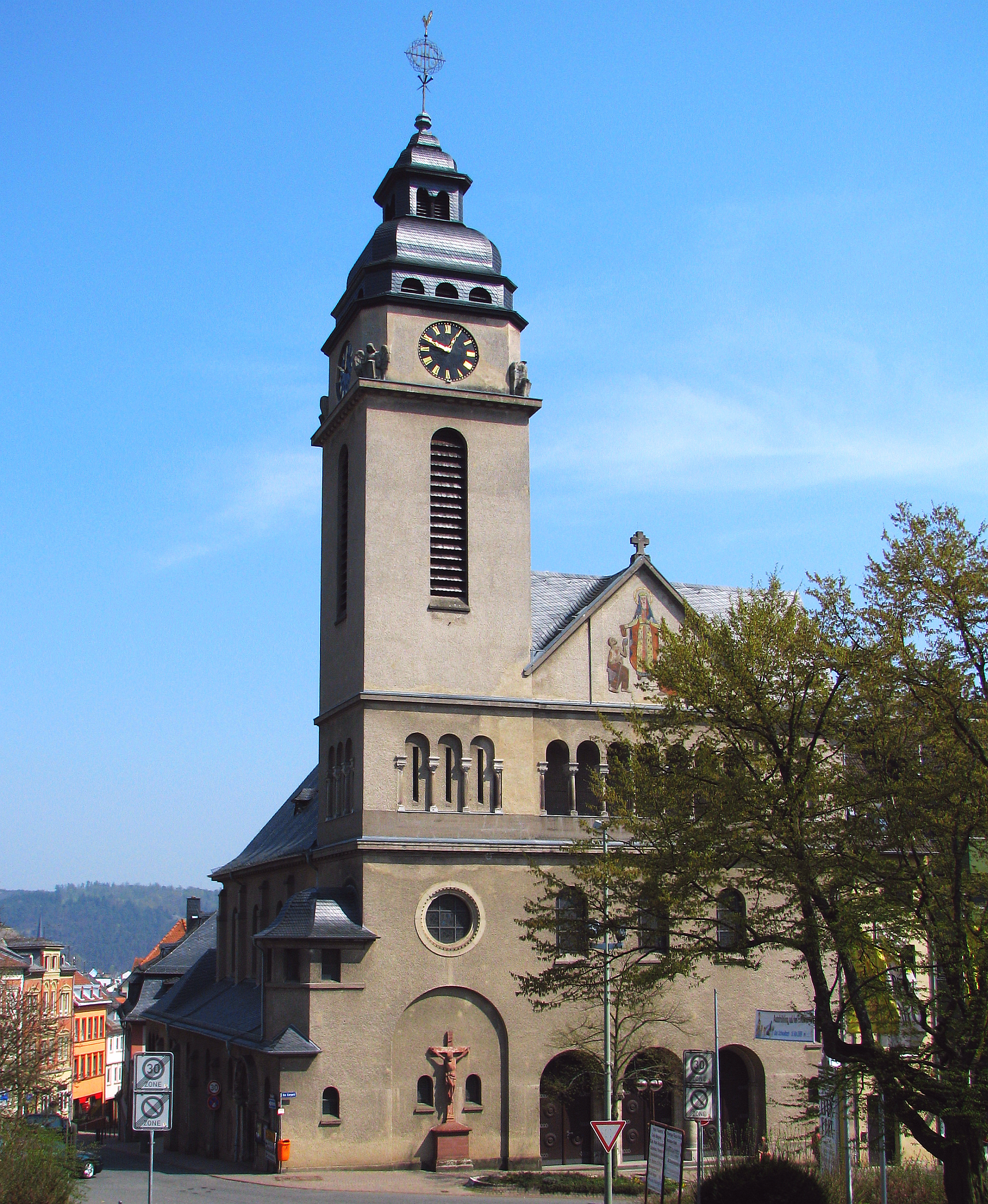
St. Elisabeth

Die römisch-katholische Pfarrkirche St. Elisabeth in Bad Schwalbach im Rheingau-Taunus-Kreis in Hessen wurde 1916 eingeweiht und steht unter Denkmalschutz. Die Kirchengemeinde gehört zum Kirchenbezirk Untertaunus des Bistums Limburg.

## Geschichte
Nach der Wiedereinführung des Katholizismus 1652 durch Landgraf Ernst I. von Hessen-Rheinfels wurde 1656 eine Kirche mit dem Patrozinium der Heiligen Johannes und Philippus  fertiggestellt. Sie wurde 1914–1916 durch die heutige Kirche im Jugendstil mit klassizistischen und neuromanischen Einflüssen nach einem Entwurf des Architekten Hans Rummel ersetzt, die Johann Philipp von Schönborn stiftete.

## Beschreibung
Das Langhaus der Hallenkirche hat zwei gleich hohe Mittelschiffe und zwei niedrige Seitenschiffe. Ein kurzer Chor mit halbrunder Apsis schließt sich im Nordosten an. Der Kirchturm, der an der Südwestecke aus dem Giebel des Langhauses erwächst, prägt die Fassade zur Straße Am Kurpark. Vor einem Blendbogen der Fassade steht ein Kruzifix aus Sandstein. 
Die Mittelschiffe sind mit einer Kassettendecke überdeckt. Die durch Arkaden von den Mittelschiffen getrennten Seitenschiffe sind mit Kreuzgewölben überspannt.
Die Kirchenausstattung stammt überwiegend aus der Vorgängerkirche. Dazu gehören der Hochaltar von 1766, eine lebensgroße Statue des Antonius von Padua aus dem 18. Jahrhundert und acht Figuren von Heiligen.